# 郭峰 (音乐人)
郭峰（1962年9月14日—），中国音乐家、词曲作家、歌手、画家。郭峰是中国原创流行音乐的先驱，被誉为“中国内地流行音乐第一人”、“中国原创流行音乐发起第一人”。在中国大陆流行音乐尚处于萌芽时期、大陆流行歌手以翻唱港台和海外歌曲为主的1980年代，郭峰创作了大量脍炙人口的原创作品。其在1984年发行的个人专辑《心潮》是中国大陆历史上第一张由一人同时担任演唱、词曲创作和编曲的流行音乐专辑。其在1986年发起的“让世界充满爱：第一届百名歌星演唱会”被认为开启了中国大陆流行音乐的“新纪元”，使中国流行音乐迎来了大发展；其主创的演唱会主题歌《让世界充满爱》被众多歌手、乐团、各类民间组织演唱了难以计数的版本。1990年前后几年间，其先后旅居日本和新加坡，在日本哥伦比亚唱片公司和新加坡海蝶音乐从事词曲创作和编曲工作，为日本、新加坡、中国港台地区的歌手以及影视作品创作了大量歌曲。从1995年开始，郭峰以独立音乐人的身份重新活跃于中国大陆。
自1990年起的三十多年间，郭峰在从事音乐事业的同时也创作了大量的美术作品，提出“能听的画，能看的音乐”的音画艺术融合的概念。从2011年开始，其绘画、陶瓷作品陆续在中国、美国、西班牙和法国展出。

## 概览
迄今为止，郭峰创作了数百首音乐作品，包含了广泛的题材和类型。其中有抒情歌曲，也有大量的公益歌曲；以流行音乐为主，也涉及了电子乐、摇滚乐、中国民歌、日本演歌等诸多流派以及对古典、民族和流行音乐进行跨界融合的大量尝试。
郭峰首度受瞩目的流行音乐作品是于1986年公演的公益歌曲《让世界充满爱》。当年5月，郭峰以纪念国际和平年为契机发起并组织了名为“让世界充满爱：第一届百名歌星演唱会——致国际和平年”的慈善音乐会。5月9日在北京工人体育馆演出后，由郭峰担任作曲、编曲、制作、指挥及键盘演奏的主题曲《让世界充满爱》一炮而红。《让世界充满爱》的卡带发行超300万份，成为了家喻户晓的作品。该曲由128位知名歌手共同演唱，打破了当时中国大陆“三个流行歌手不能同台”先例。该场演出极大地促进了中国原创流行音乐的发展，成为中国流行音乐史上里程碑式的事件之一；也使得郭峰在日后被中国官方媒体誉为“中国原创流行音乐发起第一人”、“中国内地流行音乐第一人”。。《让世界充满爱》的影响力延续至今，2022年被用作北京冬季奥运会开幕式的主题曲之一。此外，学术界认为郭峰通过该歌曲对流行音乐的曲式进行了革新——创作了中国大陆第一首流行套曲。值得一提的是，创作该曲时的郭峰年仅24岁。郭峰在流行音乐领域的代表作品还有公益合唱歌曲《地球的孩子》（1987年，环保题材）、《有你有我》（1996，助残题材）、《年轻的心》（1997，体育题材）、《相信爱》（2008，抗疫题材）、《心愿》（2015，申奥题材）等，以及抒情歌曲《让我再看你一眼》（1984，朱桦演唱）、《恋寻》（1987，韦唯演唱）、《心会跟爱一起走》（1993，陈洁仪演唱）、《不要说走就走》（1994，苏芮演唱）、《甘心情愿》（1995，王馨平演唱）、《移情别恋》（1996，郭峰演唱）、《你已把我的心全带走》（1997，郭峰演唱）、《在你面前我好想流泪》（1999，郭峰演唱）、《MY LOVE TO YOU》（1999，郭峰演唱）、《心动不息》（2004，朱桦、郭峰演唱）、《我们》（2018，郭峰演唱）等。
郭峰在电子乐领域也进行了积极的探索。其于1980年代末前往日本，签约日本古倫美亞唱片公司，并于1991年发行了电子乐专辑《Yellow》。该专辑由郭峰和日本后醍醐乐队成员米基吉野共同制作，郭峰本人创作了全部的词曲。专辑以其融合了中国多民族传统器乐与西方电子乐的前卫编曲和精良的制作广受好评。日本音乐杂志《CD Journal》的編輯稱讚專輯以獨特的神祕情感，重新建構中國獨有的旋律、節奏和樂音。中国香港《发烧音响》杂志社的在其1994年发行的《CD圣经》年刊中评论道：“听完本碟之後，你一定會感到驚奇，因為郭峰雖然身居大陸，但其作曲風格卻極具现代化。這一張《Yellow》代表日本錄音室製作的最高成就，其樂器定位、動態及低頻衝擊力都是罕有咁靚（意为极其罕见）。其中一曲舞，音場的空氣感、樂器的細緻度和震撼性的低音都靚到令人吃驚”。中国大陆音响、音乐评论杂志《高保真音响》在2000年10月号中给予该专辑极高的评价，认为其“兼具现代流行音乐的奔放和中国传统民族音乐的典雅”、“每首乐曲都……美不胜收”，且“是经得起时间检验的发烧录音”。
郭峰在中国民歌、日本演歌、摇滚乐领域也创作出了优秀的作品。其中包括曾在中国中央电视台春节联欢晚会上演唱的中国民歌《道路》（1987，董文华演唱）、《我们的祖国歌甜花香》（1983，阎维文演唱）和《中国》（2018，成龙、吴京演唱）；为日本歌手梅沢富美男创作的演歌《華ざかり》（1995）；摇滚歌曲《心的独白》（1985，崔健演唱）、《心中的星》（1985，韦唯演唱）、《爱的波折》（1985，田震演唱）、《光流》（1986，韦唯演唱）、《路》（1987，杭天琪演唱）、《永永远远》（1988，韦唯、付笛声、胡月演唱）、《为你疯狂》（2005，谢霆锋演唱）；以及融合了摇滚元素的中国民歌《我多想》（1985，成方圆演唱）和《回答自己》（1987，蔡国庆演唱）。此外，郭峰还将古典音乐中组曲的创作模式应用于流行音乐，创作了《真诚与爱》（1987）和《奥林匹克颂》（2015）等流行组曲。

## 生平

### 少年时代
1962年，郭峰在中国四川省成都市出生。自幼在作曲家父亲的影响下学习音乐：3岁开始学习钢琴，13岁考入四川艺术学校（现四川艺术职业学院）钢琴系，14岁时发表了第一首原创歌曲《月光》。

### 1980 ~ 1983
1980年，18岁的郭峰从学校毕业并留校任教，同时成为中国音乐家协会最年轻的会员。在此期间，郭峰创作了后来广为传唱的三首中国抒情民歌：《我多想》（1981年）、《道路》（1982年）和《我们的祖国歌甜花香》（1983年）。这三首歌曲后来分别被成方圆（1986年）、董文华（1988年）和阎维文（1988年）在中国中央电视台春节联欢晚会上演唱并成为各自歌手生涯中的代表作。《我多想》还被吴小芸、田震、吴静、李玲玉、成方圆、苏红、杭天琪、蔡国庆等歌手和郭峰本人在公开演出中演唱并录制为唱片。

### 1983 ~ 1988
1983年底，21岁的郭峰从成都北上进京发展，加入由王彦军等人组建的中国第一支流行音乐乐队花果山乐队，担任键盘手及编曲创作。在与乐队成员的合作交流中，郭峰接触到了大量的西方流行音乐，并开始使用MIDI设备编曲。
1984年，郭峰录制了其首张个人专辑《心潮》。该专辑被认为是中国大陆地区历史上第一张由一人包办词曲创作、编曲和演唱的音乐专辑。专辑中收录了后来被韦唯翻唱后广为人知的《让我再看你一眼》和被田震翻唱并收录于其在1995年发行的个人专辑《蒙妮卡》中的《爱的波折》。
1985年乐队解散，郭峰加入了北京东方歌舞团，担任创作及键盘手。入职后，郭峰担任了一系列影视作品的音乐制作者，包括电影《大明星》（1985年3月）、电视剧《今年在这里》（1986年3月），和电影《飓风行动》（1986年4月），并发行了电影原声带《〈大明星〉电影插曲》卡带（吴小芸主唱）、《〈大明星〉原声唱片》薄膜唱片（吴小芸主唱），和《梦之旅》（日本演员中野良子主唱）。12月，郭峰发行了个人作品专辑《星新星 歌坛十二星》。郭峰本人担任了专辑的作曲、编曲和制作人。专辑中的十二首歌曲邀请了十二位中国大陆地区的歌手分别演唱，包括屠洪刚、朱桦、张彤、赵莉、崔健、张菊霞（即韦唯）、吴静、胡寅寅、张伟进、于佳易、付笛声和田鸣。在《我和你》（屠洪刚演唱）、《我多想》（吴静演唱）和《心的独白》（崔健演唱）中，郭峰运用了西方摇滚乐标志性的反拍节奏（在此之前，反拍在中国大陆地区音乐中极为罕见），使歌曲富有动感，这是Rock and roll曲风在中国大陆地区原创音乐中的早期尝试。专辑中曲目《回答我》于次年7月份在中国杭州举办的“孔雀杯”全国青年第一届通俗歌曲大奖赛上获金奖；而韦唯凭借演唱另外一首作品《让我再看你一眼》于次年9月份在中国中央电视台举办的第二届“全国青年歌手电视大奖赛”上获得专业组通俗唱法二等奖，从此开启歌手生涯。
1986年5月，郭峰创作了其最重要的作品《让世界充满爱》。5月9日，以纪念“国际和平年”为契机，郭峰发起并组织了名为“让世界充满爱：第一届百名歌星演唱会——致国际和平年”的慈善音乐会。担任了主题歌《让世界充满爱》的作曲、编曲、制作人、指挥和键盘演奏，并提供了《心曲》（赵莉演唱）、《我多想》（吴小芸演唱）和《光流》（又名《时光在流逝》，韦唯演唱）三首歌曲。该场演出引起了巨大的轰动，极大地促进了中国原创流行音乐的发展，后被认为开启了中国流行音乐的“新纪元”。主题曲《世界充满爱》音乐卡带发行超300万份。歌曲中体现的博爱精神被认为提升了中国大陆地区流行音乐的品格，套曲的形式被认为是对流行音乐的曲式进行了革新。随后，郭峰受官方邀请参加了一系列的和平纪念演出：1986年8月，代表中国参加了日本广岛国际和平音乐节；1986年10月，随东方歌舞团在美国、墨西哥、智利、哥伦比亚、委内瑞拉等国进行访问演出。
1987年至1988年间，郭峰参与了一系列公益演出和公益歌曲的创作，包括1987年为纪念国际环境保护日而作的《地球的孩子》、1988年为纪念国际野生动物保护组织而作的《人类的朋友》，以及为鼓励服刑人员刑满重新融入社会的《真诚与爱》。还担任了电影《最后的疯狂》、《噢，姐们儿》和电视剧《狂潮》的音乐制作。在此期间，郭峰的作品帮助一众歌手迎来了事业的高光时刻：1987年8月20日，韦唯凭借演唱《心中的星》在第24届波兰索波特国际音乐节（Sopot International Song Festival）上获得演唱特别奖；1988年1月，董文华和阎维文在中国中央电视台春节联欢晚会上的分别演唱了《道路》和《我们的祖国歌甜花香》；1988年11月，韦唯凭借演唱《恋寻》获得南斯拉夫麦撤姆国际音乐节比赛金奖；1988年12月，张强凭借演唱《同一祖先》在第25届波兰索波特国际音乐节（Sopot International Song Festival）上获得演唱特别奖。此外，《让世界充满爱》卡带在1987年12月获得1986-1987全国盒式录音带金奖；歌曲《回答自己》在由中央人民广播电台“少年时代”节目组于1988年10月14日发起的“中国校园歌曲创作大奖赛”中获得优秀奖。
大量作品的屡获成功使得郭峰同样迎来了事业的高峰——1988年10月16日至20日间，中国大陆官方音乐团体（北京方舟文化艺术社、中国音乐家协会创作委员会、《歌曲》编辑部、东方歌舞团联合主办）在北京展览馆剧场连续举办五场“爱的世界——青年作曲家郭峰作品音乐会”，由胡月、杭天琪、任静、屠洪刚、朱桦、田震、付笛声、张强、韦唯、于佳易、黄应杰、范琳琳、蔡国庆、冯满天等中国大陆一线歌手、中央广播少年合唱团及指挥孟大鹏、震动霹雳舞队，和郭峰本人共同演绎郭峰的23首作品，并有音乐会纪念专辑《爱的世界》发行。

### 1988 ~ 1995
1988年底，郭峰东渡日本，签约日本哥伦比亚唱片公司。在日本期间，进行音乐专辑的创作和制作同时，郭峰掌握了电脑音乐技术。
1990年，为日本TBS电视台《你是亚细亚人吗？》大型电视片主题音乐创作。同年作为中国代表参加广岛和平音乐会、横滨博览会、太平洋博览会、亚洲音乐节等各种日本国内重大国际音乐活动。
1991年，在日本出版发行个人音乐专辑《Yellow》。专辑由郭峰和日本后醍醐乐队成员米基吉野共同制作，郭峰本人创作了全部的词曲。其中七首纯音乐的编曲结合了中国多民族传统器乐与西方电子乐，前卫又具民族特色。专辑在先后在日本、美国和中国港台地区发行后受到好评。日本音乐杂志《CD Journal》的編輯稱讚專輯以獨特的神祕情感，重新建構中國獨有的旋律、節奏和樂音。中国香港《发烧音响》杂志社的在其1994年发行的《CD圣经》年刊中评论道：“听完本碟之後，你一定會感到驚奇，因為郭峰雖然身居大陸，但其作曲風格卻極具现代化。這一張《Yellow》代表日本錄音室製作的最高成就，其樂器定位、動態及低頻衝擊力都是罕有咁靚（意为极其罕见）。其中一曲舞，音場的空氣感、樂器的細緻度和震撼性的低音都靚到令人吃驚”。同年，郭峰在横滨、福冈、涉谷、银座等地举办了个人专场音乐会。
此后，郭峰前往新加坡发展，签约新加坡海蝶音乐，担任全职音乐制作人。在新加坡期间，郭峰担任了一系列影视作品的音乐制作者，包括电视剧《三面夏娃》（1991年3月）《法网情天》（1991年10月），和《妙鬼临门》（1993年3月），并为港台、新马地区歌手（包娜娜、苏芮、陈洁仪、柯以敏、王馨平、刚泽斌等等）创作了大量歌曲。其中不乏广为传唱的作品，如：为陈洁仪创作的《心会跟爱一起走》（1993年），为苏芮创作的《不要说走就走》（1994年），和为王馨平创作的《甘心情愿》（1995年）。这些歌曲日后也被郭峰本人演唱，并成为其作为歌手身份的的代表作品。
1994年，由许环良担任制作人的郭峰个人专辑《清醒》在新加坡出版发行，郭峰本人承担了全部词曲的创作、编曲、演奏和演唱。

### 1995 ~ 2000
1995年，中国大陆音乐市场已初步形成，郭峰回到中国，以歌手身份出道（此前，尽管专辑《心潮》在1985年的发行和在东方歌舞团任职期间的登台演唱经验意味着郭峰可能是中国大陆最早的唱作人，其主要工作还是在幕后，其身份在媒体中也长期被定义为“作曲家”或“音乐家”而非“歌手”）。回国当年，郭峰与毛阿敏一起获得第二届东方风云榜“特别荣誉大奖”。
在1995至2000年间，郭峰发行了个人录音室专辑《有你有我》（1995）、《移情别恋》（1996）、《你已把我的心全带走》（1997）、《在你面前我好想流泪》（1999），和个人精选辑《辉煌郭峰1981-1996》（1996）、《97郭峰精选》（1997）、《甘心情愿》（1999）、《经典郭峰1980－2000》（2000），以及MV合辑《郭峰永远OK》（1998），并主导了这些专辑中全部歌曲的创作；举办了“永远的郭峰”个人演唱会（1998）并发行了演唱会原声带《永远的郭峰——音乐演唱会》（1998）。郭峰还于1999年首次参演了电影，与许晴、濮存昕和陶虹联合主演电影《说好不分手》并担任电影音乐的制作和演唱。
经营演艺事业的同时，郭峰继1980年代创作《让世界充满爱》、《地球的孩子》等作品以来，再次创作了大量的公益歌曲。这其中包括1996年为纪念反法西斯50周年而作的《有你有我》、1997年为助力国家“全民健身运动”事业而作的《年轻的心》、1999年为为迎接澳门回归而作的《怀抱》，和2000年为助力北京奥运会申办创作的《实现梦想》。2000年，郭峰发起千人合唱《实现梦想》活动并开展了《我为申奥万里歌》全国巡演。

### 2001 ~ 至今
2000年以后，郭峰发行了个人录音室专辑《郭峰NEW11》（2001）、《燃烧》（2004）、《HIGH TIME 激情时刻》（2005），和个人精选辑《郭峰怀抱1980-2004》（2004），以及MV合辑+写真集《郭峰全部》。2015年和2018年，先后举办了个人演唱会“郭峰LIVE现场演唱会”和“以经典的名义”独奏会，并发行音乐会原声带《郭峰LIVE现场演唱会》（2015）和《以经典的名义 现代流行钢琴金曲》（2018）。
在此期间，郭峰比以往更加密集地投入到公益歌曲的创作中，作品涉及助力体育事业发展、关注弱势群体、提升社会凝聚力等主题。2001年，为在北京举行的第21届世界大学生运动会创作主题歌《我们是朋友》，为全国预防艾滋病大会创作主题歌《飘动的红丝带》；2003年，为助力抗击“非典”疫情创作《一路同行》；2005年，为宣传北京奥运会创作组曲《奥林匹克颂》，并在北京劳动人民文化宫太庙组织了名为“奥林匹克颂大型音乐盛会”音乐会。2008年，为支援汶川地震抗震救灾创作《相信爱》；2015年，为宣传国际禁毒日创作《生命》，为助力北京冬季奥运会申办创作《心愿》；2017年和2018年，先后创作爱国歌曲《中国》和《我们》；2018年，为山西省第十五届运动会创作闭幕式主题歌《来吧朋友》；2019年被国家残疾人联合会授予“助残大使”称号并创作助残歌曲《爱的阳光》，同年为第二届青年运动会创作主题曲《中国看我》；2020年，为助力抗击“新冠”疫情创作三部曲《不放弃》《等我回家》《倔强的花朵》；2021年，为重庆市第六届残疾人运动会创作主题歌《为爱奔跑》；2022年为在中国杭州举办的第19届亚运会创作主题歌《亚细亚》和《今天明天》。

## 音乐作品[1]

### 个人专辑
| 序号 | 发行年份 | 专辑名                               | 专辑类型                   |
| ---- | -------- | ------------------------------------ | -------------------------- |
| 1    | 1984     | 《心潮》                             | 个人录音室专辑             |
|      | 1985     | 《〈大明星〉电影插曲》               | 原声带                     |
| 2    | 1985     | 《星新星》                           | 个人录音室专辑             |
| 3    | 1986     | 《让世界充满爱》                     | 多人录音室合辑             |
| 4    | 1986     | 《梦之旅》                           | 原声带                     |
| 5    | 1987     | 《真诚与爱》                         | 个人作品多人演唱录音室合辑 |
| 6    | 1988     | 《人类的朋友》                       | 个人作品多人演唱录音室合辑 |
| 7    | 1988     | 《爱的世界》                         | 个人作品多人演唱会专辑     |
| 8    | 1991     | 《Yellow》                           | 个人录音室专辑             |
| 9    | 1994     | 《清醒》                             | 个人录音室专辑             |
| 10   | 1995     | 《有你有我》                         | 个人录音室专辑             |
| 11   | 1996     | 《移情别恋》                         | 个人录音室专辑             |
| 12   | 1996     | 《辉煌郭峰1981－1996》               | 个人作品精选辑             |
| 13   | 1997     | 《你已把我的心全带走》               | 个人录音室专辑             |
| 14   | 1997     | 《97郭峰精选》                       | 个人作品精选辑             |
| 15   | 1998     | 《郭峰永远OK》                       | 个人作品精选辑             |
| 16   | 1998     | 《永远的郭峰——音乐演唱会》           | 个人演唱会专辑             |
| 17   | 1999     | 《在你面前我好想流泪》               | 个人录音室专辑             |
| 18   | 1999     | 《甘心情愿》                         | 个人作品精选辑             |
| 19   | 2000     | 《经典郭峰：1980-2000》              | 个人作品精选辑             |
| 20   | 2001     | 《郭峰NEW11》                        | 个人录音室专辑             |
| 21   | 2003     | 《郭峰钢琴独奏、经典作品个人演唱会》 | 个人演唱会专辑             |
| 22   | 2004     | 《HIGH TIME》                        | 个人录音室专辑             |

### 公益歌曲、大型活动主题曲
| 序号 | 首演年份 | 歌曲名             | 演唱者                     | 公益歌曲 | 主题歌曲 | 创作动机                             | 唱片收录                |
| ---- | -------- | ------------------ | -------------------------- | -------- | -------- | ------------------------------------ | ----------------------- |
| 1    | 1986     | 《让世界充满爱》   | 群星联唱                   | ✔        |          | 纪念国际和平年                       | 《让世界充满爱》        |
| 2    | 1987     | 《地球的孩子》     | 群星联唱                   | ✔        |          | 纪念国际环境保护年                   | 《辉煌郭峰1981－1996》  |
| 3    | 1988     | 《人类的朋友》     | 群星联唱                   | ✔        |          | 纪念国际野生动物保护组织             | 《辉煌郭峰1981－1996》  |
| 4    | 1996     | 《有你有我》       | 群星联唱                   | ✔        |          | 纪念反法西斯50周年                   |                         |
| 5    | 1997     | 《年轻的心》       | 群星联唱                   | ✔        |          | 宣传国家体委发起的“全民健身运动”活动 | 《辉煌郭峰1981－1996》  |
| 6    | 1999     | 《怀抱》           | 群星联唱                   | ✔        |          | 迎接澳门回归                         |                         |
| 7    | 2000     | 《实现梦想》       | 群星联唱                   | ✔        |          | 助力奥运会申办                       |                         |
| 8    | 2001     | 《We are friends》 | 郭峰                       | ✔        | ✔        | 第21届世界大学生运动会主题歌         |                         |
| 9    | 2001     | 《飘动的红丝带》   | 祖海、古巨基               | ✔        | ✔        | 全国预防艾滋病大会主题歌             |                         |
| 10   | 2002     | 《心手牵连》       | 郭峰、黑豹乐队、零点乐队   | ✔        | ✔        | 全国滑水锦标赛主题歌                 |                         |
| 11   | 2003     | 《一路同行》       | 郭峰                       | ✔        |          | 助力抗击“非典”                       | 《郭峰经典1980 - 2000》 |
| 12   | 2004     | 《Burning燃烧》    | 周传雄、李克勤             | ✔        | ✔        | 雅典奥运火炬北京传递活动主题歌       |                         |
| 13   | 2005     | 《奥林匹克颂》     | *详见组曲信息              | ✔        | ✔        | 庆祝北京申奥成功四周年               |                         |
| 14   | 2006     | 《唱响中国》       | 郭峰                       | ✔        | ✔        | 第十二届全国青年歌手电视大奖赛主题歌 |                         |
| 15   | 2010     | 《卓越未来》       | 郭峰                       | ✔        | ✔        | 中国职业篮球联赛CBA主题曲            |                         |
| 16   | 2015     | 《生命》           | 群星联唱                   | ✔        |          | 献给国际禁毒日                       |                         |
| 17   | 2015     | 《心愿》           | 童声合唱                   | ✔        |          | 助力奥运会申办                       |                         |
| 18   | 2017     | 《中国》           | 群星联唱                   | ✔        |          | “中国梦”主题歌曲（第五批）           |                         |
| 19   | 2018     | 《我们》           | 郭峰                       | ✔        |          | “中国梦”主题歌曲（第六批）           |                         |
| 20   | 2018     | 《来吧朋友》       | 郭峰                       | ✔        | ✔        | 山西省第十五届运动会闭幕式主题曲     |                         |
| 21   | 2019     | 《爱的阳光》       | 群星联唱                   | ✔        |          | 助残歌曲                             |                         |
| 22   | 2019     | 《中国看我》       | 鞠红川、周璇、何可欣、秦凯 | ✔        | ✔        | 第二届青年运动会创作主题曲           |                         |
| 23   | 2020     | 《不放弃》         | 郭峰                       | ✔        |          | 助力抗击“新冠”                       |                         |
| 24   | 2020     | 《等我回家》       | 郭峰                       | ✔        |          | 助力抗击“新冠”                       |                         |
| 25   | 2020     | 《倔强的花朵》     | 郭峰、童声合唱             | ✔        |          | 助力抗击“新冠”                       |                         |
| 26   | 2021     | 《为爱奔跑》       | 郭峰                       | ✔        | ✔        | 重庆市第六届残疾人运动会主题曲       |                         |

### 影视配乐
| 序号 | 国家地区 | 发行年份 | 影视作品         | 类型   | 人声曲目 |
| ---- | -------- | -------- | ---------------- | ------ | --- |
| 1    | 中国     | 1985     | 《大明星》       | 电影   | 主题曲《〈大明星〉主题歌》；插曲《再看你一眼》、《我多想》、《雨滴》、《只有自己才知道》、《饭盒舞》、《为何》（吴小芸演唱，收录于《〈大明星〉电影插曲》原声带） |
| 2    | 中国     | 1986     | 《今年在这里》   | 电视剧 | 插曲《杭丽啦》、《姐儿调》、《今年十六岁》、《躲月亮》、《绿色的云》、《星星歌》（中野良子演唱，收录于《梦之旅》原声带）                                         |
| 3    | 中国     | 1986     | 《飓风行动》     | 电影   | 不详 |
| 4    | 中国     | 1987     | 《让世界充满爱》 | 电影   | 主题曲《让世界充满爱》（群星演唱） |
| 5    | 中国     | 1987     | 《最后的疯狂》   | 电影   | 插曲《心中的星》；片尾曲《风和星星》 |
| 6    | 中国     | 1988     | 《嗨！姐们儿》   | 电影   | 主题曲《嗨！姐们儿》（肖玫、郭峰演唱） |
| 7    | 中国     | 1988     | 《狂潮》         | 电视剧 | 不详 |
| 8    | 中国     | 1988     | 《无枪抢手》     | 电影   | 不详 |
| 9    | 新加坡   | 1991     | 《三面夏娃》     | 电视剧 | 主题曲《情误》；插曲《爱情哪分错和对》、《爱的神奇》（包娜娜演唱）                                                                                               |
| 10   | 新加坡   | 1992     | 《法网情天》     | 电视剧 | 主题曲《生命的晴天》；片尾曲《只想再握你的手》（陈之财演唱） |
| 11   | 新加坡   | 1993     | 《妙鬼临门》     | 电视剧 | 主题曲 《带给你我的爱》（陈之财演唱） |
| 12   | 中国     | 1995     | 《多思年华》     | 电视剧 | 主题曲《青春年少》（韦唯演唱）；片尾曲《永远》（郭峰演唱） |
| 13   | 中国     | 1995     | 《洋妞在北京》   | 电视剧 | 主题曲《FOREIGN GIRL IN BEIJING》（郭峰演唱）；片尾曲《爱你到永久》（郭峰、梁雁翎演唱）                                                                          |
| 14   | 中国     | 2000     | 《说好不分手》   | 电影   | 主题曲《My LOVE TO YOU》；插曲《移情别恋》（郭峰演唱） |

### 为他人唱片进行的创作
| 序号 | 国家地区 | 年份 | 演唱者     | 唱片                         | 分工                   | 作曲歌曲                                   |
| ---- | -------- | ---- | ---------- | ---------------------------- | ---------------------- | ------------------------------------------ |
| 1    | 中国大陆 | 1985 | 吴小芸     | 《故乡的路》                 | 作曲、编曲             | 《吊金钟》、《我多想》                     |
| 2    | 中国大陆 | 1987 | 吴小芸     | 《留在故乡的歌》             | 作曲、编曲             | 《让世界充满爱》、《我多想》               |
| 3    | 中国大陆 | 1986 | 韦唯       | 《韦唯专辑 让我再看你一眼》  | 作曲、编曲             | 《让我再看你一眼》                         |
| 4    | 中国大陆 | 1989 | 韦唯       | 《心中的星》                 | 作曲、编曲             | 《心中的星》、《恋寻》                     |
| 5    | 中国大陆 | 1987 | 田震       | 《蒙妮卡》                   | 作曲、编曲             | 《爱的波折》                               |
| 6    | 中国大陆 | 1999 | 阎维文     | 《阎维文个人专辑》           | 作曲                   | 《我们的祖国歌甜花香》                     |
| 7    | 中国大陆 | 1999 | 董文华     | 《董文华个人专辑》           | 作曲                   | 《道路》                                   |
| 8    | 日本     | 1986 | 中野良子   | 《梦之旅》                   | 作曲、编曲、制作及演奏 | 《星星歌》等十四首                         |
| 9    | 日本     | 1989 | 梅泽富美男 | 《一人十色》（いちにん十色） | 作曲                   | 《花盛》（華ざかり）、《梦游戏》（夢遊戯） |
| 10   | 新加坡   | 1992 | 陈之财     | 《生命的晴天》               | 作曲、编曲、制作及演奏 | 《生命的晴天》、《只想再握你的手》         |
| 11   | 新加坡   | 1993 | 陈洁仪     | 《不要伤了和气》             | 作曲、编曲             | 《不要》、《心会跟爱一起走》、《恐龙族》   |
| 12   | 中国台湾 | 1991 | 包娜娜     | 《人生一路》                 | 编曲、制作及演奏       | -                                          |
| 13   | 中国台湾 | 1994 | 苏芮       | 《变心》                     | 作曲                   | 《不要说走就走》                           |

## 美术作品

### 绘画（部分）
- 《眼睛》（2015年）。该作品以纪念世界反法西斯战争胜利七十周年为题材，在“第二届戛纳中国文化艺术节”中展出并被戛纳市政府收藏。[42]
- 《永生》（2019年）。该作品是于2019年在司马台长城绘制的巨幅画作，以总长度1014.37米打破世界吉尼斯“个人挑战的最长画作”纪录。至 2025 年 3 月，郭峰仍是该记录保持者。[43][44]

### 陶瓷（部分）
- 《盛世幸运马》（2012年）。该作品是在景德镇创作的数百匹陶瓷马系列作品。[45][46][47][48]

## 影视作品
- 1999年，在电影《说好不分手》（1992年上映，傅靖生 / 费明导演，濮存昕 / 许晴 / 郭峰 / 陶虹 / 于红智主演）中饰演张客。

## 音乐演出[1]

### 演唱会、音乐会、晚会
| 序号 | 年份 | 演出名称                                             | 演出类型       | 参演曲目                                                                | 影像记录                                                                                        |
| ---- | ---- | ---------------------------------------------------- | -------------- | ----------------------------------------------------------------------- | ----------------------------------------------------------------------------------------------- |
| 1    | 1986 | 《让世界充满爱：第一届百名歌星演唱会——致国际和平年》 | 群星公益演唱会 | 作曲：《让世界充满爱》、《心曲》、《我多想》、《光流》                  | 唱片《让世界充满爱》                                                                            |
| 2    | 1988 | 《1988年中国中央电视台春节联欢晚会》                 | 群星公益晚会   | 表演：《影视歌曲联奏》、 作曲：《我们的祖国歌甜花香》（作曲）、《道路》 | 录影带《1988年中国中央电视台春节联欢晚会》                                                      |
| 3    | 1988 | 《爱的世界：郭峰作品音乐会》                         | 郭峰作品音乐会 | 所有曲目作曲、编曲、演奏                                                | 唱片《爱的世界》                                                                                |
| 4    | 1998 | 《永远的郭峰——音乐演唱会》                           | 个人演唱会     | 所有曲目作曲、编曲、演唱                                                | 唱片《永远的郭峰——音乐演唱会》                                                                  |
| 5    | 2003 | 《郭峰钢琴独奏、经典作品个人演唱会》                 | 个人演唱会     | 所有曲目作曲、编曲、演奏、演唱                                          | 唱片《郭峰钢琴独奏、经典作品个人演唱会》                                                        |
| 6    | 2004 | 《奥林匹克颂大型音乐盛会》                           | 群星公益演唱会 | 所有曲目作曲、编曲、演奏                                                | 中国中央电视台直播；《中国奥运冠军录 奥林匹克颂大型音乐盛会》（北京中体音像出版中心2008年出版） |

| 序号 | 乐章                            | 曲目         | 演唱者             | 作词   | 作曲 |
| --- | ------------------------------- | ------------ | ------------------ | ------ | ---- |
| 1 | 第一乐章：梦想奥运              | 点燃圣火     | 郭峰（器乐）       | 郭峰   | 郭峰 |
| 2 | 第一乐章：梦想奥运              | 我的家园     | 陈明、林依轮       | 宋小明 | 郭峰 |
| 3 | 第一乐章：梦想奥运              | 燃烧         | 周传雄、李克勤     | 高佑华 | 郭峰 |
| 4 | 第二乐章 情系奥运               | 实现梦想     | 火风、江涛、汪正正 | 郭峰   | 郭峰 |
| 5 | 第二乐章 情系奥运               | 心动不息     | 朱桦、张信哲       | 郭峰   | 郭峰 |
| 6 | 第二乐章 情系奥运               | GO           | 阿里郎组合         | 郭峰   | 郭峰 |
| 7 | 第二乐章 情系奥运               | 擦干眼泪     | 韩磊、郭峰         | 郭峰   | 郭峰 |
| 8 | 第三乐章 牵手奥运               | 心手牵连     | 群星               | 郭峰   | 郭峰 |
| 9 | 第三乐章 牵手奥运               | 每天都有你在 | 韩红               | 郭峰   | 郭峰 |
| 10 | 第四乐章 同一个世界，同一个梦想 | 今夜属于你   | 迪里拜尔、莫华伦   | 乔方   | 郭峰 |
| 11 | 第四乐章 同一个世界，同一个梦想 | 为你疯狂     | 谢霆锋             | 乔方   | 郭峰 |
| 12 | 第四乐章 同一个世界，同一个梦想 | 我们是朋友   | 群星               | 郭峰   | 郭峰 |
| * 影像记录：中国中央电视台直播；《中国奥运冠军录 奥林匹克颂大型音乐盛会》（北京中体音像出版中心2008年出版） |                                 |              |                    |        |      |

## 美术展览

### 个展
- 2011，“郭峰・色块”郭峰个人油画展（中国北京・中华世纪坛）[16][50]
- 2012，“2021艺术北京”艺术博览会之郭峰个人油画展（中国北京・农业展览馆）[51][52]
- 2013，“盛世幸运马”郭峰现代陶瓷艺术展（中国北京・中华世纪坛）[45][46]
- 2014，“马到成功”郭峰现代陶瓷艺术展（中国台北・松山艺术区）[47]
- 2014，“新百骏图”郭峰现代陶瓷艺术展（中国北京・天坛艺术馆）[48]
- 2014，“浮云上的色块”郭峰·蔡志松作品联展（中国北京・“颐和悦馆”艺术馆）[53][54]
- 2014，“中国新春艺术展”之“盛世幸运马”郭峰现代陶瓷艺术展（美国纽约・帝国大厦）
- 2015，“天・地・人合”郭峰个人现代油画及陶瓷艺术展（西班牙马德里・马德里中国文化中心）[17][55]
- 2015，“天・地・人合”郭峰个人现代油画及陶瓷艺术展（法国巴黎・巴黎中国文化中心）[18][56]
- 2016，“天・地・人合”郭峰个人现代油画及陶瓷艺术展（中国海口・海南大学艺术学院美术馆）[57]
- 2025，“目之所及”郭峰艺术展（中国廊坊・丝绸之路国际艺术交流中心）[58][59]

### 群展
- 2012，“2012中国国际美术馆艺术产业品博览会”上展出郭峰油画、艺术衍生品（中国北京・国家会议中心）[60]
- 2015，“第二届戛纳中国文化艺术节”展出郭峰《眼睛》等多幅油画作品（法国戛纳・节庆宫）[42]
- 2015，北京APEC会议上展出郭峰陶瓷艺术作品“盛世幸运马”八件（中国北京・APEC会议水立方会场）[61][62]
- 2021，“五绘——郭峰、冯斌、徐浩峰、颜鸿、冯令刚作品展”（中国北京・798艺术区）[63][64]

## 电视媒体

### 电视媒体访谈
- 20101028，《今夜有戏》，天津卫视，“《今夜有戏》郭峰：我的发型永不变，我的音乐很好听”[65]
- 20111012，《鲁豫有约》，凤凰卫视，“《鲁豫有约》郭峰专场”[66]
- 20110321，《开心辞典》，中国中央电视台综艺频道，《开心辞典》特别节目“开心歌迷汇——郭峰专场”[67]
- 20111210，《星夜故事秀》，北京卫视文艺频道，“《星夜故事秀》郭峰专场”[68]
- 20151008，《艺术人生》，中国中央电视台综艺频道，“《艺术人生》郭峰专辑（上）”[69]
- 20151126，《艺术人生》，中国中央电视台综艺频道，“《艺术人生》郭峰专辑（下）”[70]
- 20180724，《音乐人生》，中国中央电视台综艺频道，“《音乐人生》 郭峰：中国内地流行音乐第一人”[71]
- 20190824，《你看谁来了》，天津卫视，”《你看谁来了》郭峰专场”
- 20221008，《你看谁来了》，天津卫视，”《你看谁来了》朱桦专场”

### 歌唱比赛评委
- 2000，第九届“步步高杯”CCTV全国青年歌手电视大奖赛，评委[1]
- 2006，第十二届“隆力奇杯”CCTV全国青年歌手电视大奖赛，评委[1]
- 2013，中国中央电视台戏曲·音乐频道“争奇斗艳”——2013“蒙藏维回朝彝壮”冠军歌手争霸赛第一季总决赛，评委[72]
- 2013，2013年“水立方杯”海外华裔青少年中文歌曲大赛决赛，评委[73]
- 2017，全球华人流行歌手大赛《唱响星途》第一季总决赛，评委[74]
- 2018，全球华人流行歌手大赛《唱响星途》第二季总决赛，评委[75]

### 综艺节目嘉宾
- 《越战越勇》，中国中央电视台综艺频道，常驻嘉宾
- 《全球中文音乐榜上榜》，中国中央电视台CCTV综艺频道，常驻嘉宾
  - 2016年：演唱歌曲《是不是》（2016-06-25）、《永远》（2016-10-22）、《We are friends》（2016-04-30）、《不要太久》（2016-08-06）
  - 2017年：演唱歌曲《中国》（2017-10-21、2017-12-30）、《永远》（2017-12-3）、《坚强》（2017-05-27）
  - 2018年：演唱歌曲《中国》（2018-09-29）、《永远》（2018-09-15）、《甘心情愿》（2018-12-29）、《让世界充满爱》（2018-09-15）、《我的朋友》（2018-06-30）、《心会跟爱一起走》（2018-09-15）、《我们》（2018-12-29）
  - 2019年：演唱歌曲《心会跟爱一起走》（2019-12-28）
  - 2021年：演唱歌曲《有你的陪伴》（2021-05-01）

## 重要奖项
| 年份 | 获奖人/项目                                | 颁奖方                                           | 奖项                                           | 结果 |
| ---- | ------------------------------------------ | ------------------------------------------------ | ---------------------------------------------- | ---- |
| 1986 | 《回答我》                                 | 中国音乐家协会                                   | “孔雀杯”全国青年第一届民族、通俗歌曲大奖赛金奖 | 获奖 |
| 1987 | 《让世界充满爱》                           | 中国音乐家协会                                   | 1986-1987全国盒式录音带金奖                    | 获奖 |
| 1988 | 《回答自己》                               | 中央人民广播电台“少年时代”节目组                 | 第一届“中国校园歌曲创作大奖赛”优秀奖           | 获奖 |
| 1990 | 《让世界充满爱》                           | 中国音乐家协会、中国青少年发展基金会             | 第二届“当代青年喜爱的歌”二等奖                 | 获奖 |
| 1990 | 《让我再看你一眼》                         | 中国音乐家协会、中国青少年发展基金会             | 第二届“当代青年喜爱的歌”三等奖                 | 获奖 |
| 1994 | 《心会跟爱一起走》                         | 北京音乐台《中国歌曲排行榜》                     | 中国歌曲排行榜“1994年度十大金曲”               | 获奖 |
| 1995 | 郭峰                                       | 上海广播电视台《东方风云榜》                     | 第二届东方风云榜“特别荣誉大奖”                 | 获奖 |
| 1999 | 郭峰                                       | 北京音乐台《中国歌曲排行榜》                     | 中国歌曲排行榜“1999年度歌坛贡献奖”             | 获奖 |
| 2008 | 《让世界充满爱》                           | 全国流行音乐盛典暨改革开放30周年流行金曲授勋晚会 | “改革开放30周年流行金曲”                       | 获奖 |
| 2008 | 《Hello 2008》 《你是阳光》 《今夜属于你》 | 北京奥运会组织委员会                             | “北京奥运会优秀歌曲奖”                         | 获奖 |
| 2018 | 《中国》                                   | 全球中文音乐榜上榜                               | 全球中文音乐榜上榜2018年度“最佳中文歌曲”       | 获奖 |
| 2022 | 《让世界充满爱》                           | 中国艺术研究院                                   | 《“讲话”》精神照耀下百部文艺作品榜单           | 上榜 |